# John O’Brien (piłkarz)
John Patrick O’Brien (ur. 29 sierpnia 1977 r. w Los Angeles) – amerykański piłkarz występujący na pozycji pomocnika; obecnie pozostaje bez klubu.